# Giovanna Visconti di Gallura
Giovanna Visconti (1291 – Firenze, 1339) è stata giudicessa titolare di Gallura (1296-1339).

## Biografia
Fu l'unica figlia di Nino Visconti, ultimo giudice effettivo di Gallura (1275-1296). Sua madre era Beatrice, figlia di Obizzo II d'Este, signore di Ferrara, e di Jacopina Fieschi.
Giovanna, ancora minorenne alla morte del padre nel 1296, ne ereditò i titoli, ma non venne mai in possesso delle sue terre, occupate ed amministrate direttamente dalla repubblica di Pisa. Subentrò però nel patrimonio immobliare dei Visconti di Gallura e fu proprietaria delle rocche intorno a Civita (Olbia), come il castello di Pedres.
Dopo un periodo trascorso a Volterra, sua madre si risposò nel 1300 in seconde nozze con Galeazzo I Visconti signore di Milano, Giovanna si trasferì con lei in questa città, dove visse la giovinezza.
Nel 1309 sposò Rizzardo II da Camino, conte di Ceneda e signore di Treviso. Rimasta vedova nel 1312, visse dal 1323 al 1339, anno della sua morte (all'età di 48 anni), a Firenze, con una pensione garantitale dai guelfi.
Vendette i propri diritti sulla Gallura al suo fratellastro Azzone Visconti signore di Milano (nato dalla madre Beatrice e da Galeazzo I Visconti), i cui discendenti li trasmisero ai sovrani d'Aragona.
Anche Giovanna, sua madre e le loro vicende furono citate da Dante Alighieri nello stesso Canto VIII del Purgatorio dove venne celebrato Nino Visconti, amico del Sommo Poeta.
Giovanna Visconti visse dunque una vita non proprio felice ed è ricordata, nella storia della Sardegna medioevale, soltanto per essere stata l'ultima giudicessa nominale di Gallura, e dei Visconti di Pisa.